# Любжинське озеро
Лю́бжинське о́зеро — невелике озеро термокарстового походження в центральній частині Вітебської області Білорусі, на території Ушацького району. Знаходиться в басейні річки Діва, за 30 км на схід від селища Ушачі. Належить до групи Ушацьких озер.
Озеро вузької видовженої форми, витягнулось із північного сходу на південний захід довжиною трохи більше 2 км, при цьому максимальна ширина становить всього 250 м. Біля озера знаходиться село Любжино на північному заході.
Схили улоговини висотою 5-7 м, у нижній частині поросли чагарниками, у верхній — розоренні. Береги низинні та болотисті, зливаються зі схилами. Дно до глибини 1,5-2 м вкрите піском, нижче — мулом. До глибини 2 м заростає надводною рослинністю, ширина смуги заростання 15 м. На південному заході з озера витікає струмок до сусіднього озера Полозер'є.